# Kudajewo (Moskau)
Kudajewo (russisch Кудаево) ist ein Weiler im Rajon Tschechow in der Oblast Moskau mit 18 Einwohnern (Stand 2010).

## Geographie
Kudajewo liegt am Ufer des Flusses Nara 22 km entfernt von der Stadt Tschechow. Der Weiler liegt 161 m über dem Meeresspiegel. 

## Geschichte
1703 wurde in Kudajewo eine hölzerne Kirche des Heiligen Alexius von Edessa erbaut.

## Bevölkerung
| Jahr          | 2002 | 2006 | 2010 |
| Einwohnerzahl | 89   | 11   | 18   |